# Christine-Élisabeth de Schleswig-Holstein-Sonderbourg-Franzhagen
Christine Élisabeth de Schleswig-Holstein-Sonderburg (23 juin 1638 - 7 juin 1679), est une noble allemande membre de la Maison d'Oldenbourg et par mariage duchesse de Saxe-Weimar.
Née à Sonderburg, elle est le deuxième des quatre enfants du mariage de Jean-Christian de Schleswig-Holstein-Sonderbourg et de la comtesse Anna d'Oldenbourg-Delmenhorst. De ses trois plus jeunes frères et sœurs, deux arrivent à l'âge adulte: Dorothée Auguste (par mariage Landgravine de Hesse-Darmstadt) et Christian Adolphe, duc de Schleswig-Holstein-Sonderbourg,.

## Biographie
À Weimar , le 14 août 1656, Christine Élisabeth épouse Jean-Ernest II de Saxe-Weimar. Ils ont cinq enfants:
1. Anne-Dorothée de Saxe-Weimar (Weimar, 12 novembre 1657 - Quedlinburg, 23 juin 1704), abbesse de Quedlinbourg (1685).
2. Wilhelmine Christine (Weimar, 26 janvier 1658 - Sondershausen, 30 juin 1712), marié le 25 septembre 1684 à Christian Guillaume Ier, comte de Schwarzbourg-Sondershausen.
3. Éléonore-Sophie de Saxe-Weimar (Weimar, 22 mars 1660 - Lauchstädt, 4 février 1687), mariée le 9 juillet 1684 à Philippe de Saxe-Mersebourg-Lauchstadt.
4. Guillaume-Ernest de Saxe-Weimar (Weimar, 19 octobre 1662 - Weimar, le 26 août 1728).
5. Jean-Ernest III de Saxe-Weimar (Weimar, 22 juin 1664 - Weimar, 10 mai 1707).

Après la mort de son beau-père (1662), elle devient duchesse de Saxe-Weimar.
Elle meurt à Weimar, à 40 ans. Elle est enterrée dans le Fürstengruft, de Weimar.